# Pseudoscopelus aphos
Pseudoscopelus aphos és una espècie de peix de la família dels quiasmodòntids i de l'ordre dels perciformes.

## Etimologia
Pseudoscopelus prové dels mots grecs pseudes (fals) i skopelos (un peix llanterna), mentre que aphos està compost pel prefix negatiu "a" i la paraula grega phos (llum) fent referència a la seua manca de fotòfors.

## Descripció
El cos, allargat i estrenyent-se cap al peduncle caudal, fa 14,5 cm de llargària màxima. 10 espines i 23 radis tous a les dues aletes dorsals i 2 espines i 22 radis tous a l'anal. Aletes pectorals amb 1 espina i 14 radis tous i pelvianes amb 1 espina i 5 radis tous. Absència total de fotòfors i d'altres formacions luminescents. 36 vèrtebres. Línia lateral no interrompuda i amb 71 escates. Ossos del cap força sòlids i amb la pell que els recobreix bastant gruixuda. Mandíbules de grandària similar. Lòbul opercular ben desenvolupat. Llengua allargada i sense dents. Branquiespines semblants a petites espines i més allargades que les de les altres espècies del mateix gènere.

## Hàbitat i distribució geogràfica
És un peix marí i batipelàgic (entre 940 i 1.200 m de fondària), el qual viu a l'Atlàntic nord-occidental (34°N, 50°W).

## Observacions
És inofensiu per als humans i el seu índex de vulnerabilitat és de baix a moderat (26 de 100).